# جایزه هاینتس مایر لایبنیتس

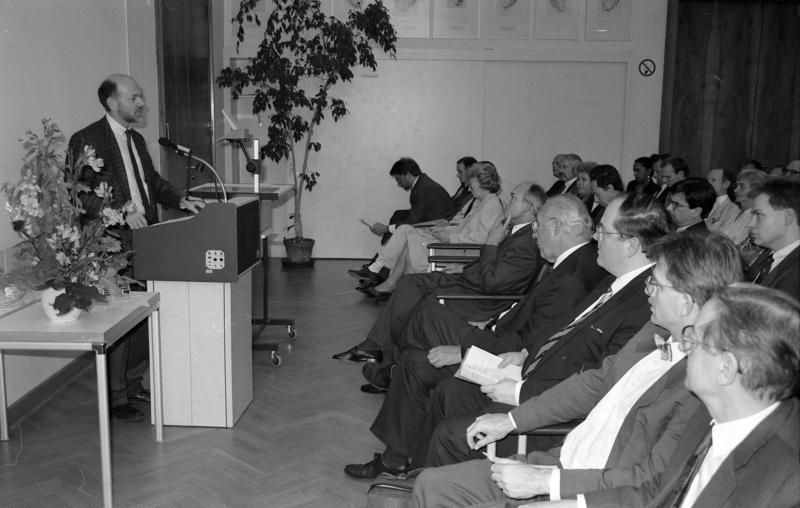

جایزه هاینتس مایر لایبنیتس (به آلمانی: Heinz-Maier-Leibnitz-Preis)، نام یک جایزهٔ علمی است که در یادبود هاینتس مایر-لایبنیتس، فیزیکدان آلمانی، به وسیلهٔ وزارت علوم و تحقیقات آلمان سالانه به ۶ نفر اهدا می‌گردد.

## بودجه و متولیان
بودجهٔ این جایزه را وزارت علوم و تحقیقات آلمان تأمین می‌کند و گروه شش نفره را کمیته‌ای متشکل از مجمع تحقیقات آلمان و وزارت علوم و تحقیقات آلمان انتخاب می‌کنند. ارزش مالی این جایزه برای هر نفر ۱۶۰۰۰ یورو است.